# Theodore Roosevelt

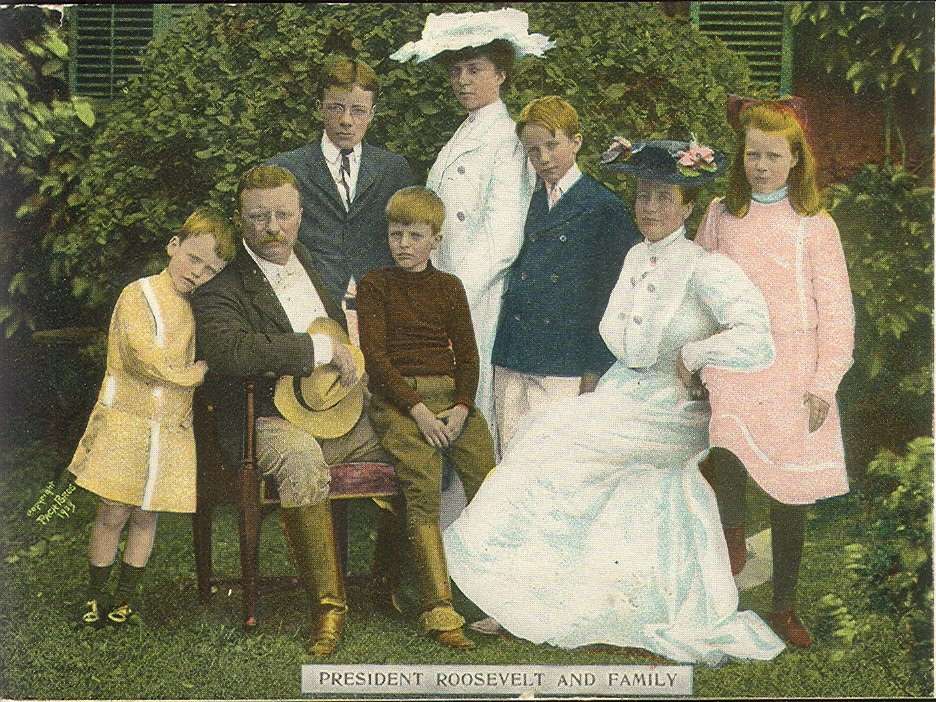
Theodore Roosevelt z rodziną (1903)

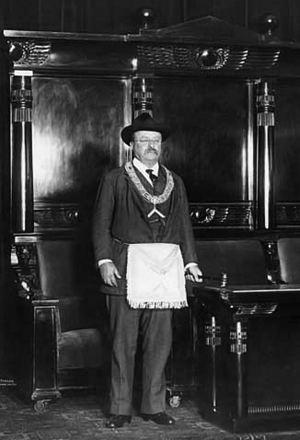
Theodore Roosevelt w stroju masońskim

Theodore Roosevelt (ur. 27 października 1858 w Nowym Jorku, zm. 6 stycznia 1919 w Oyster Bay) – amerykański polityk, 26. prezydent Stanów Zjednoczonych (1901–1909). 
25. wiceprezydent Stanów Zjednoczonych (1901), laureat Pokojowej Nagrody Nobla za rok 1906.

## Młodość i edukacja
Theodore Roosevelt urodził się 27 października 1858 roku w Nowym Jorku, jako syn kupca Theodora Roosevelta seniora i jego żony Marthy Bulloch. Miał troje rodzeństwa. We wczesnych latach życia często chorował, a ataki astmy uniemożliwiały mu uczęszczanie do szkoły. Pobierał naukę prywatnie w domu, przygotowując się do studiów. Następnie dostał się na studia w Uniwersytecie Harvarda, który ukończył w 1880 roku. W tym samym roku rozpoczął także roczne studia prawnicze na Columbia University.

## Kariera polityczna
Zaraz po ukończeniu studiów został wybrany do legislatury stanowej Nowego Jorku, gdzie zasiadał w latach 1882–1884. Po śmierci żony i matki wyjechał do Dakoty Północnej, gdzie przez dwa lata pracował fizycznie i polował, by zapomnieć o utracie rodziny. W 1886 powrócił do Nowego Jorku i ubiegał się o stanowisko burmistrza, lecz przegrał. Rok wcześniej został członkiem komisji reformującej służbę cywilną, w której zasiadał zarówno podczas rządów administracji Harrisona, jak i Clevelanda. Roosevelt działał w Partii Republikańskiej i kiedy ich kandydat, William McKinley został prezydentem, mianował Roosevelta zastępcą sekretarza marynarki wojennej. Po zatonięciu pancernika „Maine”, Roosevelt stanowczo agitował za wypowiedzeniem Hiszpanii wojny. W 1898 wystąpił z rządu i zorganizował grupę, zwaną Bezwzględnymi Jeźdźcami, którzy udali się walczyć na froncie. 11 lipca 1898 Roosevelt uzyskał stopień podpułkownika i wkrótce potem powrócił do Nowego Jorku.
Po powrocie do miasta kandydował w wyborach na gubernatora Nowego Jorku i zwyciężył. Funkcję tę pełnił od 1899 do 1901 roku. Jego popularność była na tyle wysoka, że działacze republikańscy chcieli przyznać mu nominację na wiceprezydenta. Bossowie partyjni obawiali się jego popularności i niezależności, dlatego też chcieli aby objął on ceremonialną funkcję, bez realnego wpływu na władzę. Na konwencji w Filadelfii uzyskał nominację, podczas gdy kandydatem na prezydenta był ubiegający się o reelekcję William McKinley. Duet republikański wygrał wybory prezydenckie i Roosevelt został wiceprezydentem 4 marca 1901 roku. Pół roku później, Leon Czolgosz dokonał zamachu na życie McKinleya. Roosevelt, przebywając na polowaniu w Adirondacks, 13 września otrzymał informację, że prezydent jest ranny i bliski śmierci. Dzień później wiceprezydent dotarł do Buffalo, lecz McKinley już nie żył. Wobec tego, Roosevelt został zaprzysiężony jako nowy prezydent.

## Prezydentura
Obejmując urząd, Roosevelt zapewniał, że będzie kontynuował politykę McKinleya. Na początku kadencji, w Stanach Zjednoczonych formowały się ruchy robotnicze żądające od pracodawców praw pracowniczych. W całym kraju miały miejsce masowe strajki i protesty przeciw niesprawiedliwości społecznej i wyzyskowi ludzi pracy przez kapitalistyczny establishment. Aby uspokoić nastroje, Roosevelt starał się przekonać przemysłowców do pewnych ustępstw na rzecz strajkujących, jednocześnie zapewniając ich o swoim poparciu. Jego gabinet wytoczył proces Johnowi Morganowi, właścicielowi Northern Security Company, który poprzez wykup trzech towarzystw kolejowych, zmonopolizował koleje w północno-zachodniej części kraju. W 1904 roku Sąd Najwyższy wydał wyrok, nakazujący rozwiązanie spółki Morgana.
W 1903 roku prezydent powołał Departament Handlu i Pracy, którego częścią było m.in. Biuro Korporacji. Miało ono prześwietlać czy wielkie firmy postępują zgodnie z prawem, a jego pierwszym prezesem został sekretarz Williama McKinleya, George Cortelyou. Zdając sobie sprawę, że niechętni przedsiębiorcy mogą znacznie utrudniać mu wykonywanie obowiązków, Roosevelt stopniowo zwiększał prerogatywy władzy wykonawczej. Biznesmenów natomiast zachęcał do kompromisowych rozwiązań, w obawie przed masowymi protestami i nastrojami socjalistycznymi.
W 1902 wprowadził ustawę, która powoływała komisję Biura Leśnictwa w trosce o ochronę środowiska i budowę parków krajobrazowych. Rok później podpisał ustawę imigracyjną, w myśl której deportowani mieli być także anarchiści.
Pomimo że reprezentanci kapitału byli mu niechętni, to poparli jego kandydaturę w wyborach w 1904 roku. Na konwencji Partii Republikańskiej w Chicago, Roosevelt w pierwszym głosowaniu, otrzymał jednomyślną nominację prezydencką. Kandydatem na wiceprezydenta został Charles Warren Fairbanks. Rywalem Roosevelta z Partii Demokratycznej był Alton B. Parker. Roosevelt zdecydowanie wygrał w głosowaniu powszechnym i otrzymał 336 głosów w Kolegium Elektorów (ok. 70,6%), wobec 140 dla Parkera (ok. 29,4%).
W drugiej kadencji podejmował bardziej zdecydowane działania – m.in. 30 lipca 1906 podpisał ustawę „Pure Food and Drug Act”, regulującą standardy jakości leków i produktów spożywczych.
Pracując w Departamencie Sił Morskich, Roosevelt dążył do rozbudowy floty wojennej. Gdy został prezydentem, jeszcze bardziej się w to zaangażował. Dzięki jego działaniom w 1904 roku USA były na czwartym miejscu pośród największych flot świata, a trzy lata później, uplasowały się na drugim miejscu.
Prezydent, jako zwolennik Boskiego Przeznaczenia, starał się o wyłączność na kanał międzyoceaniczny, jaki miał powstać w Ameryce Środkowej. Ostro krytykował układ z Wielką Brytanią z 1900 roku; początkowo był zwolennikiem kanału w Nikaragui, lecz zmienił zdanie, opowiadając się za kanałem panamskim (teren ówczesnej Kolumbii). W 1903 roku podpisano układ z Kolumbią, opiewający na 10 milionów dolarów rocznie, jednak władze kolumbijskie żądały 25 milionów. Wówczas Stany Zjednoczone wystosowały groźbę wobec kraju Ameryki Południowej, co spotkało się z natychmiastowym odrzuceniem układu przez kolumbijski parlament. Wobec takiej sytuacji pojawiły się głosy, by powrócić do planów budowy kanału w Nikaragui lub podjąć kroki militarne wobec Kolumbii. Zanim Roosevelt zdążył zdecydować, 3 listopada 1903 roku w Panamie wybuchło powstanie niepodległościowe. Dzięki wsparciu finansowemu prywatnych przedsiębiorców amerykańskich, a także żołnierzy USA, wojska kolumbijskie wycofały się, a Panama ogłosiła niepodległość. Wówczas Kolumbia powróciła do rokowań z USA, proponując układ na starych warunkach, w zamian za pomoc w stłumieniu rewolucji panamskiej, jednak Roosevelt odmówił. 18 listopada sekretarz stanu John Hay i poseł panamski w USA Philippe Bunau-Varilla podpisali układ amerykańsko-panamski. W myśl niego Panama miała otrzymać 10 milionów dolarów, a Stany Zjednoczone miały prawo fortyfikować i okupować strefę kanału wedle własnego uznania. Wszelkie próby powrotu do rokowań na linii Kolumbia-USA były odrzucane przez Roosevelta. Dopiero w 1914 roku, Stany Zjednoczone wypłaciły Kolumbii 25 milionów dolarów odszkodowania. 15 sierpnia 1914 Kanał Panamski został otwarty.
W 1902 roku Roosevelt nakazał wycofanie wojsk z Kuby, z wyjątkiem bazy Guantanamo. Kubańczycy protestowali przeciwko poprawce Platta, która dawała prawo Amerykanom do interwencji zbrojnej, jednak pod naciskiem władz w Waszyngtonie, 20 maja rząd kubański przyjął poprawkę jako aneks do Konstytucji. Rok później 22 maja 1903 podpisano także układ amerykańsko-kubański.
Polityka Stanów Zjednoczonych była wówczas nazywana polityką „grubej pałki”, czego przykładem była sytuacja w Wenezueli. Podczas zajść w Wenezueli ucierpieli obywatele państw europejskich, takich jak Wielka Brytania, Włochy i Niemcy. Kraje te domagały się spłaty rekompensat, jednak wobec odmowy Wenezueli, planowały interwencję zbrojną. W styczniu 1903 roku Niemcy zaatakowały Fort San Carlom, co sprowokowało Stany Zjednoczone do reakcji. 6 grudnia 1904 prezydent wygłosił formułę, nazwaną „Rooseveltowskim uzupełnieniem doktryny Monroego”, zakładającą, że kraje, które charakteryzują się „systematyczną złą wolą i nieudolnością prowadzącą do rozluźnienia więzów z cywilizowanym społeczeństwem”, mogą się spodziewać interwencji zbrojnej USA. Rooseveltowskie uzupełnienie doktryny Monroego umożliwiło wprowadzenie protektoratu amerykańskiego w Dominikanie, Haiti i w Nikaragui.
W 1904 roku wybuchła wojna rosyjsko-japońska. Stany Zjednoczone zachowywały w tym konflikcie neutralność, jednakże Roosevelt sprzyjał Japończykom. Wiosną 1905, kiedy obie strony były zmęczone działaniami wojennymi, prezydent USA wystąpił z propozycją mediacji. Konferencja pokojowa odbyła się w Portsmouth w sierpniu 1905. Dwa miesiące wcześniej sekretarz wojny William Taft, spotkał się w Japonii z premierem Tarō Katsurą, gdzie ustalił warunki przyszłego pokoju Japonii z Rosją. Rząd japoński żądał wysokich odszkodowań (rzędu 600 milionów dolarów). Dzięki mediacji Roosevelta, Japonia zrezygnowała z roszczeń finansowych, a Rosja zapewniła, że nie będzie ingerować w interesy Japonii w Korei, Mandżurii i na półwyspie Liaotung. Dodatkowo Rosja odstąpiła Japonii połowę wyspy Sachalin. Mediacja została uznana na świecie za wielki sukces Roosevelta, jednak w samej Japonii prezydent USA stał się bardzo niepopularny – przeciw jego decyzjom odbywały się manifestacje. Spowodowało to napięcie w stosunkach amerykańsko-japońskich, a w konsekwencji znaczne pogorszenie wzajemnych relacji. Dodatkowo Roosevelt w 1907 roku wysłał flotę w rejs dookoła świata, by zademonstrować siłę swojego kraju. Aby załagodzić sytuację, od maja do listopada 1908 roku, toczyły się rozmowy pomiędzy sekretarzem stanu Elihu Rootem a ambasadorem Japonii w USA Kogorō Takahirą. 30 listopada podpisali oni porozumienie, na mocy którego oba kraje respektowały swoją integralność i nienaruszalność swoich terytoriów, a także zapewniały nieskrępowany i sprawiedliwy handel z Chinami. Za swoją działalność prezydent Roosevelt otrzymał w 1906 roku Pokojową Nagrodę Nobla, jako „współtwórca różnych traktatów pokojowych”.
Był jednym z inicjatorów II Konferencji Haskiej w 1907.

## Emerytura i śmierć
Po zwycięskich wyborach w 1904, Roosevelt zapowiedział, że nie będzie ubiegał się o trzecią kadencję. W 1908 poparł kandydaturę Williama Tafta, która okazała się zwycięska. Po wyprowadzce z Białego Domu zaczął podróżować – pojechał m.in. do Afryki, co sfinansował Smithsonian Institution. Gdy powrócił do USA, osiadł w Oyster Bay w Nowym Jorku. W sierpniu 1910 skrytykował politykę urzędującego prezydenta, postulując wprowadzenie ubezpieczeń zdrowotnych, legalizacji związków zawodowych i programu socjalnego.
Dwa lata później postanowił wystartować w wyborach prezydenckich, jednak na konwencji wyborczej Partii Republikańskiej otrzymał mniej głosów od Tafta i nie uzyskał nominacji. Wobec tego Roosevelt został kandydatem nowo utworzonej Partii Postępowej (z programem „New Nationalism”) i w głosowaniu powszechnym dostał o 600 tysięcy głosów więcej od Tafta. W Kolegium Elektorów Roosevelt uzyskał 88 głosów wobec 8 głosów dla Tafta. W wyniku podziału w elektoracie Partii Republikańskiej, wybory wygrał kandydat Demokratów, Woodrow Wilson.
Jeszcze w czasie kampanii wyborczej, 12 października 1912 miał miejsce zamach na życie Roosevelta – został on postrzelony, jednak kula trafiła w etui do okularów, schowane w marynarce.
W kolejnych latach konsekwentnie krytykował prezydenturę Wilsona, zwłaszcza za jego niechęć do przystąpienia do I wojny światowej. W 1916 odmówił kandydowania na prezydenta z ramienia Partii Postępowej. W ciągu dwóch następnych lat, stan jego zdrowia pogorszył się. Roosevelt zmarł 6 stycznia 1919 roku w Oyster Bay.

## Życie prywatne
Podczas studiów Roosevelt poznał Alice Hathaway Lee, którą poślubił 27 października 1880 roku. 12 lutego 1884 urodziła im się córka. Dwa dni później zmarła Alice Roosevelt; tego samego dnia zmarła także matka przyszłego prezydenta, Martha. Drugi ślub zawarł w Londynie 2 grudnia 1886 z Edith Kermit Carow. Miał z nią pięcioro dzieci, w tym Theodore’a Jr., generała amerykańskiej armii i gubernatora Portoryko i Filipin.
Prezydent Roosevelt był miłośnikiem zwierząt. Podczas swojej prezydentury w Białym Domu trzymał kilka psów, kotów, konia, świnki morskie, a także egzotyczne zwierzęta takie jak papuga, jaszczurka oraz wąż należący do jego najstarszej córki Alice.
|                                 |                                 |                                 |                                 |                                 |                                 |  |  |                                    |                                    |                                    |                                    |                                    |                                    |                                    |                                    | Nicholas Roosevelt (1658–1742)     |                                    |                               |                               |                               |                               |  |  |                                           |                                           |                                           |                                           |                                           |                                           |  |  |                             |                             |                             |                             |                             |                             |  |  |  |  |  |  |  |  |  |  |  |  |  |  |  |  |  |  |  |  |  |  |
|                                 |                                 |                                 |                                 |                                 |                                 |  |  |                                    |                                    |                                    |                                    |                                    |                                    |                                    |                                    |                                    |                                    |                               |                               |                               |                               |  |  |                                           |                                           |                                           |                                           |                                           |                                           |  |  |                             |                             |                             |                             |                             |                             |  |  |  |  |  |  |  |  |  |  |  |  |  |  |  |  |  |  |  |  |  |  |
|                                 |                                 |                                 |                                 |                                 |                                 |  |  |                                    |                                    |                                    |                                    |                                    |                                    |                                    |                                    |                                    |                                    |                               |                               |                               |                               |  |  |                                           |                                           |                                           |                                           |                                           |                                           |  |  |                             |                             |                             |                             |                             |                             |  |  |  |  |  |  |  |  |  |  |  |  |  |  |  |  |  |  |  |  |  |  |
|                                 |                                 |                                 |                                 |                                 |                                 |  |  | John Roosevelt (1689–1750)         | John Roosevelt (1689–1750)         | John Roosevelt (1689–1750)         | John Roosevelt (1689–1750)         | John Roosevelt (1689–1750)         | John Roosevelt (1689–1750)         |                                    |                                    |                                    |                                    |                               |                               |                               |                               |  |  | Jacobus Roosevelt (1692–1776)             | Jacobus Roosevelt (1692–1776)             | Jacobus Roosevelt (1692–1776)             | Jacobus Roosevelt (1692–1776)             | Jacobus Roosevelt (1692–1776)             | Jacobus Roosevelt (1692–1776)             |  |  |                             |                             |                             |                             |                             |                             |  |  |  |  |  |  |  |  |  |  |  |  |  |  |  |  |  |  |  |  |  |  |
|                                 |                                 |                                 |                                 |                                 |                                 |  |  | John Roosevelt (1689–1750)         | John Roosevelt (1689–1750)         | John Roosevelt (1689–1750)         | John Roosevelt (1689–1750)         | John Roosevelt (1689–1750)         | John Roosevelt (1689–1750)         |                                    |                                    |                                    |                                    |                               |                               |                               |                               |  |  | Jacobus Roosevelt (1692–1776)             | Jacobus Roosevelt (1692–1776)             | Jacobus Roosevelt (1692–1776)             | Jacobus Roosevelt (1692–1776)             | Jacobus Roosevelt (1692–1776)             | Jacobus Roosevelt (1692–1776)             |  |  |                             |                             |                             |                             |                             |                             |  |  |  |  |  |  |  |  |  |  |  |  |  |  |  |  |  |  |  |  |  |  |
|                                 |                                 |                                 |                                 |                                 |                                 |  |  | Jacobus Roosevelt (1724–1777)      | Jacobus Roosevelt (1724–1777)      | Jacobus Roosevelt (1724–1777)      | Jacobus Roosevelt (1724–1777)      | Jacobus Roosevelt (1724–1777)      | Jacobus Roosevelt (1724–1777)      |                                    |                                    |                                    |                                    |                               |                               |                               |                               |  |  | Isaac Roosevelt (1726–1794)               | Isaac Roosevelt (1726–1794)               | Isaac Roosevelt (1726–1794)               | Isaac Roosevelt (1726–1794)               | Isaac Roosevelt (1726–1794)               | Isaac Roosevelt (1726–1794)               |  |  |                             |                             |                             |                             |                             |                             |  |  |  |  |  |  |  |  |  |  |  |  |  |  |  |  |  |  |  |  |  |  |
|                                 |                                 |                                 |                                 |                                 |                                 |  |  | Jacobus Roosevelt (1724–1777)      | Jacobus Roosevelt (1724–1777)      | Jacobus Roosevelt (1724–1777)      | Jacobus Roosevelt (1724–1777)      | Jacobus Roosevelt (1724–1777)      | Jacobus Roosevelt (1724–1777)      |                                    |                                    |                                    |                                    |                               |                               |                               |                               |  |  | Isaac Roosevelt (1726–1794)               | Isaac Roosevelt (1726–1794)               | Isaac Roosevelt (1726–1794)               | Isaac Roosevelt (1726–1794)               | Isaac Roosevelt (1726–1794)               | Isaac Roosevelt (1726–1794)               |  |  |                             |                             |                             |                             |                             |                             |  |  |  |  |  |  |  |  |  |  |  |  |  |  |  |  |  |  |  |  |  |  |
|                                 |                                 |                                 |                                 |                                 |                                 |  |  | James Roosevelt (1759–1840)        | James Roosevelt (1759–1840)        | James Roosevelt (1759–1840)        | James Roosevelt (1759–1840)        | James Roosevelt (1759–1840)        | James Roosevelt (1759–1840)        |                                    |                                    |                                    |                                    |                               |                               |                               |                               |  |  | James Roosevelt (1760–1847)               | James Roosevelt (1760–1847)               | James Roosevelt (1760–1847)               | James Roosevelt (1760–1847)               | James Roosevelt (1760–1847)               | James Roosevelt (1760–1847)               |  |  |                             |                             |                             |                             |                             |                             |  |  |  |  |  |  |  |  |  |  |  |  |  |  |  |  |  |  |  |  |  |  |
|                                 |                                 |                                 |                                 |                                 |                                 |  |  | James Roosevelt (1759–1840)        | James Roosevelt (1759–1840)        | James Roosevelt (1759–1840)        | James Roosevelt (1759–1840)        | James Roosevelt (1759–1840)        | James Roosevelt (1759–1840)        |                                    |                                    |                                    |                                    |                               |                               |                               |                               |  |  | James Roosevelt (1760–1847)               | James Roosevelt (1760–1847)               | James Roosevelt (1760–1847)               | James Roosevelt (1760–1847)               | James Roosevelt (1760–1847)               | James Roosevelt (1760–1847)               |  |  |                             |                             |                             |                             |                             |                             |  |  |  |  |  |  |  |  |  |  |  |  |  |  |  |  |  |  |  |  |  |  |
|                                 |                                 |                                 |                                 |                                 |                                 |  |  |                                    |                                    |                                    |                                    |                                    |                                    |                                    |                                    |                                    |                                    |                               |                               |                               |                               |  |  |                                           |                                           |                                           |                                           |                                           |                                           |  |  |                             |                             |                             |                             |                             |                             |  |  |  |  |  |  |  |  |  |  |  |  |  |  |  |  |  |  |  |  |  |  |
| James I. Roosevelt (1795–1875)  | James I. Roosevelt (1795–1875)  | James I. Roosevelt (1795–1875)  | James I. Roosevelt (1795–1875)  | James I. Roosevelt (1795–1875)  | James I. Roosevelt (1795–1875)  |  |  | Cornelius Roosevelt (1794–1871)    | Cornelius Roosevelt (1794–1871)    | Cornelius Roosevelt (1794–1871)    | Cornelius Roosevelt (1794–1871)    | Cornelius Roosevelt (1794–1871)    | Cornelius Roosevelt (1794–1871)    |                                    |                                    |                                    |                                    |                               |                               |                               |                               |  |  | Isaac Roosevelt (1790–1863)               | Isaac Roosevelt (1790–1863)               | Isaac Roosevelt (1790–1863)               | Isaac Roosevelt (1790–1863)               | Isaac Roosevelt (1790–1863)               | Isaac Roosevelt (1790–1863)               |  |  |                             |                             |                             |                             |                             |                             |  |  |  |  |  |  |  |  |  |  |  |  |  |  |  |  |  |  |  |  |  |  |
| James I. Roosevelt (1795–1875)  | James I. Roosevelt (1795–1875)  | James I. Roosevelt (1795–1875)  | James I. Roosevelt (1795–1875)  | James I. Roosevelt (1795–1875)  | James I. Roosevelt (1795–1875)  |  |  | Cornelius Roosevelt (1794–1871)    | Cornelius Roosevelt (1794–1871)    | Cornelius Roosevelt (1794–1871)    | Cornelius Roosevelt (1794–1871)    | Cornelius Roosevelt (1794–1871)    | Cornelius Roosevelt (1794–1871)    |                                    |                                    |                                    |                                    |                               |                               |                               |                               |  |  | Isaac Roosevelt (1790–1863)               | Isaac Roosevelt (1790–1863)               | Isaac Roosevelt (1790–1863)               | Isaac Roosevelt (1790–1863)               | Isaac Roosevelt (1790–1863)               | Isaac Roosevelt (1790–1863)               |  |  |                             |                             |                             |                             |                             |                             |  |  |  |  |  |  |  |  |  |  |  |  |  |  |  |  |  |  |  |  |  |  |
|                                 |                                 |                                 |                                 |                                 |                                 |  |  |                                    |                                    |                                    |                                    |                                    |                                    |                                    |                                    |                                    |                                    |                               |                               |                               |                               |  |  |                                           |                                           |                                           |                                           |                                           |                                           |  |  |                             |                             |                             |                             |                             |                             |  |  |  |  |  |  |  |  |  |  |  |  |  |  |  |  |  |  |  |  |  |  |
| Robert Roosevelt (1829–1906)    | Robert Roosevelt (1829–1906)    | Robert Roosevelt (1829–1906)    | Robert Roosevelt (1829–1906)    | Robert Roosevelt (1829–1906)    | Robert Roosevelt (1829–1906)    |  |  |                                    |                                    |                                    |                                    | Theodore Roosevelt Sr. (1831–1878) | Theodore Roosevelt Sr. (1831–1878) | Theodore Roosevelt Sr. (1831–1878) | Theodore Roosevelt Sr. (1831–1878) | Theodore Roosevelt Sr. (1831–1878) | Theodore Roosevelt Sr. (1831–1878) |                               |                               |                               |                               |  |  | James Roosevelt (1828–1900)               | James Roosevelt (1828–1900)               | James Roosevelt (1828–1900)               | James Roosevelt (1828–1900)               | James Roosevelt (1828–1900)               | James Roosevelt (1828–1900)               |  |  |                             |                             |                             |                             |                             |                             |  |  |  |  |  |  |  |  |  |  |  |  |  |  |  |  |  |  |  |  |  |  |
| Robert Roosevelt (1829–1906)    | Robert Roosevelt (1829–1906)    | Robert Roosevelt (1829–1906)    | Robert Roosevelt (1829–1906)    | Robert Roosevelt (1829–1906)    | Robert Roosevelt (1829–1906)    |  |  |                                    |                                    |                                    |                                    | Theodore Roosevelt Sr. (1831–1878) | Theodore Roosevelt Sr. (1831–1878) | Theodore Roosevelt Sr. (1831–1878) | Theodore Roosevelt Sr. (1831–1878) | Theodore Roosevelt Sr. (1831–1878) | Theodore Roosevelt Sr. (1831–1878) |                               |                               |                               |                               |  |  | James Roosevelt (1828–1900)               | James Roosevelt (1828–1900)               | James Roosevelt (1828–1900)               | James Roosevelt (1828–1900)               | James Roosevelt (1828–1900)               | James Roosevelt (1828–1900)               |  |  |                             |                             |                             |                             |                             |                             |  |  |  |  |  |  |  |  |  |  |  |  |  |  |  |  |  |  |  |  |  |  |
|                                 |                                 |                                 |                                 |                                 |                                 |  |  |                                    |                                    |                                    |                                    |                                    |                                    |                                    |                                    |                                    |                                    |                               |                               |                               |                               |  |  |                                           |                                           |                                           |                                           |                                           |                                           |  |  |                             |                             |                             |                             |                             |                             |  |  |  |  |  |  |  |  |  |  |  |  |  |  |  |  |  |  |  |  |  |  |
| Granville Fortescue (1875–1952) | Granville Fortescue (1875–1952) | Granville Fortescue (1875–1952) | Granville Fortescue (1875–1952) | Granville Fortescue (1875–1952) | Granville Fortescue (1875–1952) |  |  | Theodore Roosevelt (1858–1919)     | Theodore Roosevelt (1858–1919)     | Theodore Roosevelt (1858–1919)     | Theodore Roosevelt (1858–1919)     | Theodore Roosevelt (1858–1919)     | Theodore Roosevelt (1858–1919)     |                                    |                                    | Elliott Roosevelt (1860–1894)      | Elliott Roosevelt (1860–1894)      | Elliott Roosevelt (1860–1894) | Elliott Roosevelt (1860–1894) | Elliott Roosevelt (1860–1894) | Elliott Roosevelt (1860–1894) |  |  |                                           |                                           |                                           |                                           |                                           |                                           |  |  |                             |                             |                             |                             |                             |                             |  |  |  |  |  |  |  |  |  |  |  |  |  |  |  |  |  |  |  |  |  |  |
| Granville Fortescue (1875–1952) | Granville Fortescue (1875–1952) | Granville Fortescue (1875–1952) | Granville Fortescue (1875–1952) | Granville Fortescue (1875–1952) | Granville Fortescue (1875–1952) |  |  | Theodore Roosevelt (1858–1919)     | Theodore Roosevelt (1858–1919)     | Theodore Roosevelt (1858–1919)     | Theodore Roosevelt (1858–1919)     | Theodore Roosevelt (1858–1919)     | Theodore Roosevelt (1858–1919)     |                                    |                                    | Elliott Roosevelt (1860–1894)      | Elliott Roosevelt (1860–1894)      | Elliott Roosevelt (1860–1894) | Elliott Roosevelt (1860–1894) | Elliott Roosevelt (1860–1894) | Elliott Roosevelt (1860–1894) |  |  |                                           |                                           |                                           |                                           |                                           |                                           |  |  |                             |                             |                             |                             |                             |                             |  |  |  |  |  |  |  |  |  |  |  |  |  |  |  |  |  |  |  |  |  |  |
|                                 |                                 |                                 |                                 |                                 |                                 |  |  |                                    |                                    |                                    |                                    |                                    |                                    |                                    |                                    |                                    |                                    |                               |                               |                               |                               |  |  |                                           |                                           |                                           |                                           |                                           |                                           |  |  |                             |                             |                             |                             |                             |                             |  |  |  |  |  |  |  |  |  |  |  |  |  |  |  |  |  |  |  |  |  |  |
| Quentin Roosevelt (1897–1918)   | Quentin Roosevelt (1897–1918)   | Quentin Roosevelt (1897–1918)   | Quentin Roosevelt (1897–1918)   | Quentin Roosevelt (1897–1918)   | Quentin Roosevelt (1897–1918)   |  |  | Theodore Roosevelt Jr. (1887–1944) | Theodore Roosevelt Jr. (1887–1944) | Theodore Roosevelt Jr. (1887–1944) | Theodore Roosevelt Jr. (1887–1944) | Theodore Roosevelt Jr. (1887–1944) | Theodore Roosevelt Jr. (1887–1944) |                                    |                                    | Eleanor Roosevelt (1884–1962)      | Eleanor Roosevelt (1884–1962)      | Eleanor Roosevelt (1884–1962) | Eleanor Roosevelt (1884–1962) | Eleanor Roosevelt (1884–1962) | Eleanor Roosevelt (1884–1962) |  |  | Franklin Delano Roosevelt (1882–1945)     | Franklin Delano Roosevelt (1882–1945)     | Franklin Delano Roosevelt (1882–1945)     | Franklin Delano Roosevelt (1882–1945)     | Franklin Delano Roosevelt (1882–1945)     | Franklin Delano Roosevelt (1882–1945)     |  |  | James Roosevelt (1854–1927) | James Roosevelt (1854–1927) | James Roosevelt (1854–1927) | James Roosevelt (1854–1927) | James Roosevelt (1854–1927) | James Roosevelt (1854–1927) |  |  |  |  |  |  |  |  |  |  |  |  |  |  |  |  |  |  |  |  |  |  |
| Quentin Roosevelt (1897–1918)   | Quentin Roosevelt (1897–1918)   | Quentin Roosevelt (1897–1918)   | Quentin Roosevelt (1897–1918)   | Quentin Roosevelt (1897–1918)   | Quentin Roosevelt (1897–1918)   |  |  | Theodore Roosevelt Jr. (1887–1944) | Theodore Roosevelt Jr. (1887–1944) | Theodore Roosevelt Jr. (1887–1944) | Theodore Roosevelt Jr. (1887–1944) | Theodore Roosevelt Jr. (1887–1944) | Theodore Roosevelt Jr. (1887–1944) |                                    |                                    | Eleanor Roosevelt (1884–1962)      | Eleanor Roosevelt (1884–1962)      | Eleanor Roosevelt (1884–1962) | Eleanor Roosevelt (1884–1962) | Eleanor Roosevelt (1884–1962) | Eleanor Roosevelt (1884–1962) |  |  | Franklin Delano Roosevelt (1882–1945)     | Franklin Delano Roosevelt (1882–1945)     | Franklin Delano Roosevelt (1882–1945)     | Franklin Delano Roosevelt (1882–1945)     | Franklin Delano Roosevelt (1882–1945)     | Franklin Delano Roosevelt (1882–1945)     |  |  | James Roosevelt (1854–1927) | James Roosevelt (1854–1927) | James Roosevelt (1854–1927) | James Roosevelt (1854–1927) | James Roosevelt (1854–1927) | James Roosevelt (1854–1927) |  |  |  |  |  |  |  |  |  |  |  |  |  |  |  |  |  |  |  |  |  |  |
|                                 |                                 |                                 |                                 |                                 |                                 |  |  |                                    |                                    |                                    |                                    |                                    |                                    |                                    |                                    |                                    |                                    |                               |                               |                               |                               |  |  |                                           |                                           |                                           |                                           |                                           |                                           |  |  |                             |                             |                             |                             |                             |                             |  |  |  |  |  |  |  |  |  |  |  |  |  |  |  |  |  |  |  |  |  |  |
|                                 |                                 |                                 |                                 |                                 |                                 |  |  |                                    |                                    |                                    |                                    |                                    |                                    |                                    |                                    |                                    |                                    |                               |                               |                               |                               |  |  |                                           |                                           |                                           |                                           |                                           |                                           |  |  |                             |                             |                             |                             |                             |                             |  |  |  |  |  |  |  |  |  |  |  |  |  |  |  |  |  |  |  |  |  |  |
|                                 |                                 |                                 |                                 |                                 |                                 |  |  | Quentin Roosevelt II (1919–1948)   | Quentin Roosevelt II (1919–1948)   | Quentin Roosevelt II (1919–1948)   | Quentin Roosevelt II (1919–1948)   | Quentin Roosevelt II (1919–1948)   | Quentin Roosevelt II (1919–1948)   |                                    |                                    | James Roosevelt (1907–1991)        | James Roosevelt (1907–1991)        | James Roosevelt (1907–1991)   | James Roosevelt (1907–1991)   | James Roosevelt (1907–1991)   | James Roosevelt (1907–1991)   |  |  | Franklin Delano Roosevelt Jr. (1914–1988) | Franklin Delano Roosevelt Jr. (1914–1988) | Franklin Delano Roosevelt Jr. (1914–1988) | Franklin Delano Roosevelt Jr. (1914–1988) | Franklin Delano Roosevelt Jr. (1914–1988) | Franklin Delano Roosevelt Jr. (1914–1988) |  |  |                             |                             |                             |                             |                             |                             |  |  |  |  |  |  |  |  |  |  |  |  |  |  |  |  |  |  |  |  |  |  |
|                                 |                                 |                                 |                                 |                                 |                                 |  |  | Quentin Roosevelt II (1919–1948)   | Quentin Roosevelt II (1919–1948)   | Quentin Roosevelt II (1919–1948)   | Quentin Roosevelt II (1919–1948)   | Quentin Roosevelt II (1919–1948)   | Quentin Roosevelt II (1919–1948)   |                                    |                                    | James Roosevelt (1907–1991)        | James Roosevelt (1907–1991)        | James Roosevelt (1907–1991)   | James Roosevelt (1907–1991)   | James Roosevelt (1907–1991)   | James Roosevelt (1907–1991)   |  |  | Franklin Delano Roosevelt Jr. (1914–1988) | Franklin Delano Roosevelt Jr. (1914–1988) | Franklin Delano Roosevelt Jr. (1914–1988) | Franklin Delano Roosevelt Jr. (1914–1988) | Franklin Delano Roosevelt Jr. (1914–1988) | Franklin Delano Roosevelt Jr. (1914–1988) |  |  |                             |                             |                             |                             |                             |                             |  |  |  |  |  |  |  |  |  |  |  |  |  |  |  |  |  |  |  |  |  |  |
|                                 |                                 |                                 |                                 |                                 |                                 |  |  | Anna Curtenius Roosevelt (1946–)   | Anna Curtenius Roosevelt (1946–)   | Anna Curtenius Roosevelt (1946–)   | Anna Curtenius Roosevelt (1946–)   | Anna Curtenius Roosevelt (1946–)   | Anna Curtenius Roosevelt (1946–)   |                                    |                                    | James Roosevelt III (1945–)        | James Roosevelt III (1945–)        | James Roosevelt III (1945–)   | James Roosevelt III (1945–)   | James Roosevelt III (1945–)   | James Roosevelt III (1945–)   |  |  | Franklin D. Roosevelt III (1938–)         | Franklin D. Roosevelt III (1938–)         | Franklin D. Roosevelt III (1938–)         | Franklin D. Roosevelt III (1938–)         | Franklin D. Roosevelt III (1938–)         | Franklin D. Roosevelt III (1938–)         |  |  |                             |                             |                             |                             |                             |                             |  |  |  |  |  |  |  |  |  |  |  |  |  |  |  |  |  |  |  |  |  |  |

## Kultura masowa
Postać Theodore’a Roosevelta pojawia się w serialu Detektyw Murdoch (odcinki pt. Murdoch na Manhattanie i Biały łoś) i wszystkich filmach z serii Nocy w Muzeum: Noc w muzeum, Noc w muzeum 2, Noc w muzeum: Tajemnica grobowca.